# Бъгнатият Рон
„Бъгнатият Рон“ (на английски: Ron's Gone Wrong) е компютърна анимация от 2021 година на режисьорите Жан Филип Вайн и Сара Смит, ко-режисиран от Октавио Родригез, по сценарий на Питър Бейхман и Сара Смит. Актьорския състав се състои от Зак Галифианакис, Джак Дилън Грейзър, Оливия Колман, Ед Хелмс, Джъстис Смит, Роб Дилейни, Кайли Кантрал, Рикардо Хъртардо, Маркъс Скринбър, Томас Барбуска и Рей Страчхан. Това е първият филм, който е направен от Локсмит Анимейшън и е разпространен от Туентиът Сенчъри Студиос, който служи като първия анимационен филм на студиото, за да бъде продуциран след закриването на Блу Скай Студиос на 10 април 2021 г.
„Бъгнатият Рон“ направи световната си премиера на Лондонския филмов фестивал на BFI на 9 октомври 2021 г., пуснат е във Великобритания на 15 октомври 2021 г. и във САЩ на 22 октомври 2021 г. Филмът получи смесени отзиви от критиците.

## Актьорски състав
- Зак Галифианакис – Рон
- Джак Дилън Грейзър – Барни Пудовски
- Оливия Колман – Данка Пудовски, баба на Барни.
- Ед Хелмс – Греъм Пудовски, бащата на Барни.
- Джъстис Смит – Марк Уийдъл
- Роб Дилейни – Андрю Морис
- Кайли Кантрал – Савана Мийдъс, съученичка на Барни.
- Рикардо Утардо – Рич Белчър, съученик на Барни.
- Маркъс Скрибнър – Алекс
- Томас Барбуска – Джейдън[6]

## Продукция
На 12 октомври 2017 г. е обявено, че първият филм на Locksmith Animation ще бъде „Бъгнатият Рон“. Алесандро Карлони и Жан Филип-Вайн ще служат като ко-режисьори на филма, докато Питър Бейхам и основателката на Locksmith Сара Смит ще напишат сценария. DNEG е на борда като партньор на дигиталната продукция. Бейхам и Елизабет Мърдок бяха назовани като изпълнителни продуценти на същия ден.
Анимацията и озвучаването са завършени дистанционно по време на пандемията на COVID-19.

### Музика
Хенри Джакман композира музиката на филма.
На 19 август 2021 г., е обявено, че Лиъм Пейн изпълни оригинална песен, озаглавена Sunshine за филма. Песента е пусната на 27 август 2021 г.

## Пускане
През октомври 2017 г. филмът е насрочен за пускане на 6 ноември 2020 г. През ноември 2019 г. филмът е преместен на 26 февруари 2021 г. През май 2020 г., филмът е преместен на 23 април 2021 г., в резултат на пандемията от COVID-19. На 22 януари 2021 г. филмът е отменен до 22 октомври 2021 г. Филмът също е планиран да направи световната си премиера на Лондонския филмов фестивал на BFI през 2021 г. на 9 октомври. Филмът ще се излъчи ексклузивно по кината за 45 дена преди да се премести по дигиталните платформи.
Ще бъде единственият филм на Locksmith, разпространен от 20th Century Studios като разпространение на бъдещите филми на Locksmith, в които ще са обработени от Warner Bros. Pictures, последван като многогодишна производствена сделка със студиото през 2019 г.